# 25 øre (Dinamarca)
La moneda de 25 øre fue una moneda danesa qué circuló entre los años 1874-2008, cuando la retiraron de circulación. Fue la denominación de menos valor en Dinamarca hasta su retirada, cargo que ahora ostenta la moneda de 50 øre. Su aleación es de un 97% de cobre, un 2,5% de cinc y un 0,5% de estaño. Anteriormente, la moneda fue creada con plata, pero a lo largo de la historia se fabricaban con una aleación de varios metales.

## Características
- Diámetro: 17,5 mm.
- Espesor de: 1.55 mm.
- Peso: 2.8 g.
- Aleación: 97% de cobre, 2,5% de cinc y 0,5% de estaño.
- Canto: Liso.[2]

El reverso tiene como diseño el valor facial y un pequeño corazón como detalle y el anverso tiene inscrito el año, el nombre del país y la corona del rey Cristián V.